# 秋田鉱山専門学校 (旧制)
| 秋田鉱山専門学校 （秋田鉱専） | 秋田鉱山専門学校 （秋田鉱専） |
| ----------------------------- | ----------------------------- |
| 創立                          | 1910年                        |
| 所在地                        | 秋田県秋田市                  |
| 初代校長                      | 小花冬吉                      |
| 廃止                          | 1951年                        |
| 後身校                        | 秋田大学 鉱山学部             |
| 同窓会                        | 北光会                        |

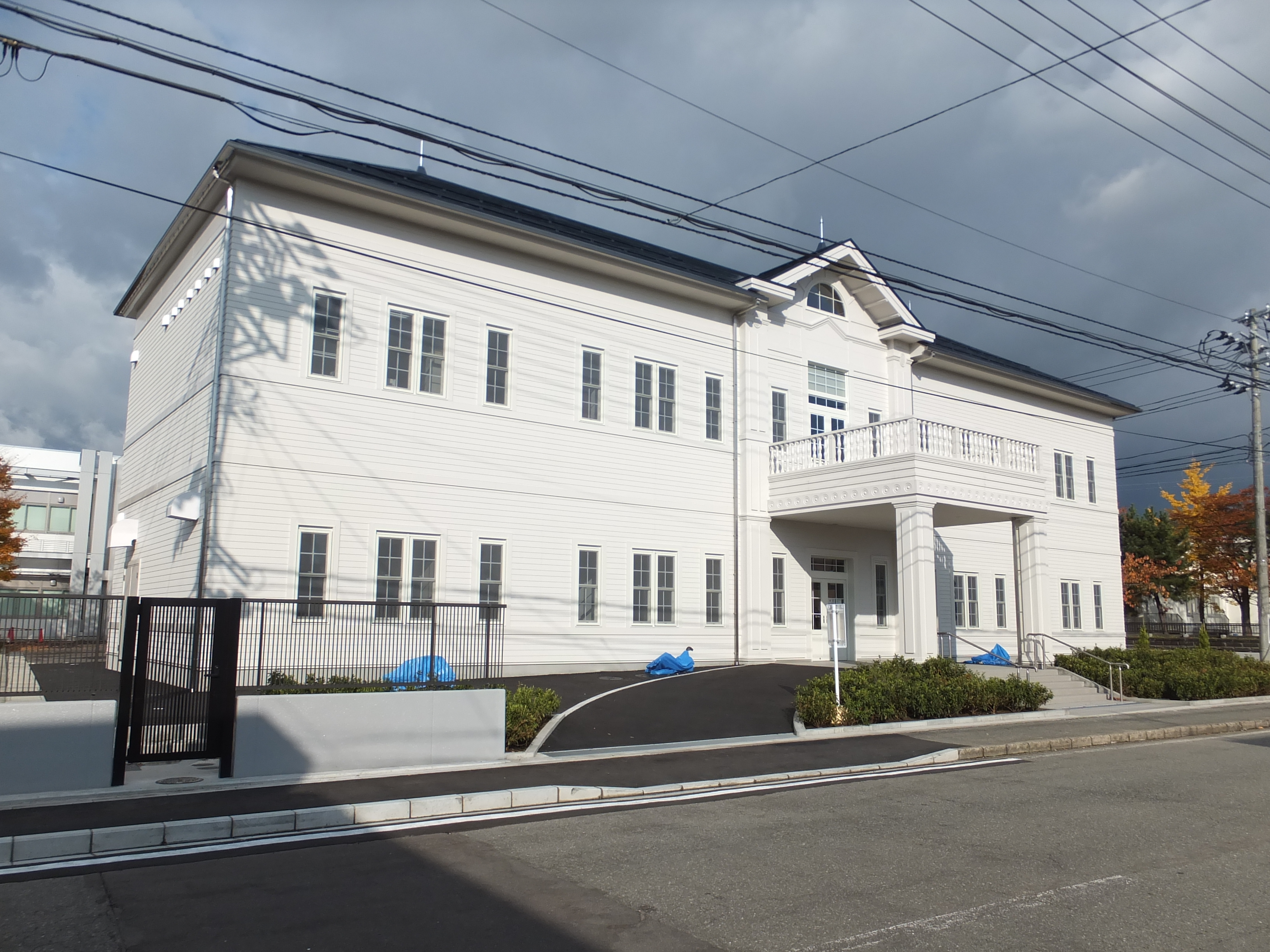
秋田鉱山専門学校本館の外観を復元して建設された秋田大学百周年記念館

秋田鉱山専門学校（あきたこうざんせんもんがっこう）は、秋田県秋田市に1910年（明治43年）3月に設立された官立の旧制専門学校。
略称は「秋田鉱専」。英語名称は「Akita Mining College」。

## 沿革
秋田大学国際資源学部および理工学部の一部（旧鉱山学部、工学資源学部）の前身校である。日本唯一の官立鉱山専門学校であるとともに、秋田県初の高等教育機関であった。
1908年（明治41年）3月、文部大臣牧野伸顕は秋田県知事下岡忠治、藤田伝三郎、岩崎久弥、古河虎之助からの校地・創設費35万円の寄附出願を許可し、設立の基礎を定めた。当時秋田県内に鉱山を有していた藤田・岩崎・古河の三家からの寄附については、秋田県出身で当時合名会社藤田組小坂鉱業所長であった田中隆三（元農商務省鉱山局長、農商務次官）の尽力が大きい。
設立にあたりドイツのフライベルク鉱山学校（独: Bergakademie Freiberg） を範とし、鉱山大学を目指したものの、当時は単科大学制度がなかったため、専門学校令に基づく専門学校として設立された。しかし初代校長小花冬吉等の学校関係者は将来的な鉱山大学への昇格を期待しており、このため昭和初期に至るまで「秋田鉱山専門学校」の門札を掲げなかった。
設立時の学科は採鉱学科及び冶金学科であったが、のちに鉱山機械学科・燃料学科・電気科・金属工業科などを増設した。
卒業生の総数は、26期計5,741人である。卒業生により同窓会「北光会」が組織され、秋田大学鉱山学部・工学資源学部の同窓会として存続している。

### 年表
- 1907年（明治40年）8月 - 秋田県会、鉱業高等専門学校建設用地の寄附を可決。
- 1908年（明治41年）
  - 3月 - 文部省は秋田県、藤田・岩崎・古河三家からの校地・創設費寄附出願を許可。
  - 6月 - 文部省は東京帝国大学教授的場中ら3名を創立委員に任命。
- 1910年（明治43年）
  - 3月26日 - 勅令第66号文部省直轄諸学校官制改正により、秋田鉱山専門学校設置。
  - 10月 - 文部省は東京帝国大学教授小花冬吉を校長事務取扱に任命。
  - 12月 - 学則公布。本科（修業年限3年）に採鉱学科・冶金学科を設置。
- 1911年（明治44年）4月 - 第1期生入学。1期生は、本科55名、選科2名の計57名。
  - 列品室を設置（1941年の火災で焼失するも1951年再開、現鉱業博物館）。
- 1913年（大正2年）10月1日[4] - 開校式を挙行（式辞は初代小花冬吉校長）。建物は煉瓦造であった。
- 1914年（大正3年）3月 - 第1回卒業式。
- 1919年（大正8年）1月 - 単科大学制度の導入を含む大学令改正（1918年12月）を受け、秋田市会が単科大学への昇格請願書を全会一致で採択（結局、昇格は実現せず）。
- 1920年（大正9年）3月 - 附属鉱手養成部設。
- 1921年（大正10年）10月 - 10周年記念式。
- 1929年（昭和4年）4月 - 鉱山機械学科・燃料学科設置。
- 1937年（昭和12年）8月 - 臨時工業技術員養成科設置。
- 1939年（昭和14年）
  - 4月 - 機械技術員養成科設置。
  - 5月 - 金属工業科・電気科設置。
- 1942年（昭和17年）4月 - 採油科設置。
- 1944年（昭和19年）4月 - 探鉱科・臨時工業技術員養成科電気通信科設置。
- 1947年（昭和22年）
  - 2月 - 「秋田鉱山大学建設期成会」結成。単独での大学設置を目指した。
  - 10月 - 通信教育部設置。
- 1948年（昭和23年）
  - 8月 - 附属地下資源開発研究所設置。
  - 11月 - 鉱山大学設立認可申請。
  - 12月 - 文部省は上記申請を、教授陣容の弱体を理由として却下。鉱山大学昇格運動は終息に向かう。
- 1949年（昭和24年）
  - 5月 - 秋田大学に包括されて同大学鉱山学部となり発展的解消が図られた。
  - 6月 - 通信教育部を秋田大学鉱山学部通信教育部に改組。
- 1950年
  - 4月 - 附属地下資源開発研究所を附属地下資源研究施設と改称（現・附属素材資源システム研究施設）。
  - 10月 - 秋田鉱専最後の第40回開校記念式。

## 歴代校長
- 初代：小花冬吉（事務取扱：1910年10月21日 - 1911年11月15日、校長：1911年11月15日 - 1914年8月29日）
  - 元・東京帝国大学工科大学教授。1913年（大正2年）10月1日の落成式の式辞のなかで「質実剛健堅忍力行浮華に流れず、時好を趁（お）はず人格に於て学術に於て特色を有する卒業生を出さん事を期す」[5] と述べている。
- 第2代：黒岩休太郎（1914年8月29日 - 1917年9月19日[6]）
  - 元・朝鮮総督府技師。
- 第3代：横堀治三郎（1917年9月19日[6] - 1925年12月）
  - 元・京都帝国大学工科大学教授。
- 第4代：平岡通也（1926年3月 - 1943年10月）
  - 元・大阪高等工業学校教授。
- 第5代：池田謙三（1943年10月 - 1950年6月）
  - 元・藤田組技師、東北帝国大学・東京帝国大学・北海道帝国大学教授。

## 校地の変遷と継承
設立から秋田大学に再編されるまで、秋田市（旧南秋田郡旭川村）手形字深田（現・手形学園町）の校地を使用した。同校地は新制秋田大学鉱山学部に継承された。1963年（昭和38年）、南隣に学芸学部（現・教育文化学部）が移転して鉱山学部キャンパスと一体化し、現在の手形キャンパスとなった。

## 著名な出身者
秋田大学の人物一覧も参照のこと。

## 在籍教員
- 小屋道治（化学・火薬学担当教授、在任:1912年-1921年）[7]